# Eleccions regionals de Friül-Venècia Júlia de 1964
Les primeres eleccions al consell regional del Friül – Venècia Júlia se celebraren el 10 de maig de 1964.
| ← Eleccions regionals de Friül-Venècia Júlia, 1964 → |      |        |        |
| Partits                                              | vots | (%)    | escons |
| Democràcia Cristiana Italiana (DC)                   |      | 43,1%  | 28     |
| Partit Comunista Italià (PCI)                        |      | 18,5%  | 11     |
| Partit Socialista Italià (PSI)                       |      | 10,7%  | 7      |
| Partit Socialista Democràtic Italià (PSDI)           |      | 9,3%   | 6      |
| Partit Liberal Italià (PLI)                          |      | 6,2%   | 3      |
| Moviment Social Italià-Dreta Nacional (MSI-DN)       |      | 6,1%   | 3      |
| Slovenska Skupnost - Unione Slovena (SSK-US)         |      | 1,3%   | 1      |
| Partit Republicà Italià (PRI)                        |      | 0,9%   | 1      |
| Moviment Independentista Triestí (MIT)               |      | 0,7%   | -      |
| altres                                               |      | 3,2%   | 1      |
| Total                                                |      | 100,00 | 60     |